# 이브라힘 단라드
이브라힘 단라드(영어: Ibrahim Danlad, 2002년 12월 2일 ~ )는 가나의 축구 선수로, 현재 가나 프리미어리그의 클럽 아산테 코토코 SC에서 뛰고 있다. 포지션은 골키퍼이다.